# Sebastiano Montelupi
Sebastiano Montelupi (em polonês/polaco:  Sebastian Montelupi, nome ocasionalmente polonizado como Wilczogórski, 1516 — 18 de agosto de 1600), foi um comerciante e banqueiro de origem italiana em Cracóvia, Polônia, e chefe geral do serviço postal real polonês sob Sigismundo II Augusto, Henrique III da Polônia, Ana Jagelão, Estêvão Báthory e Sigismundo III Vasa.

## Vida

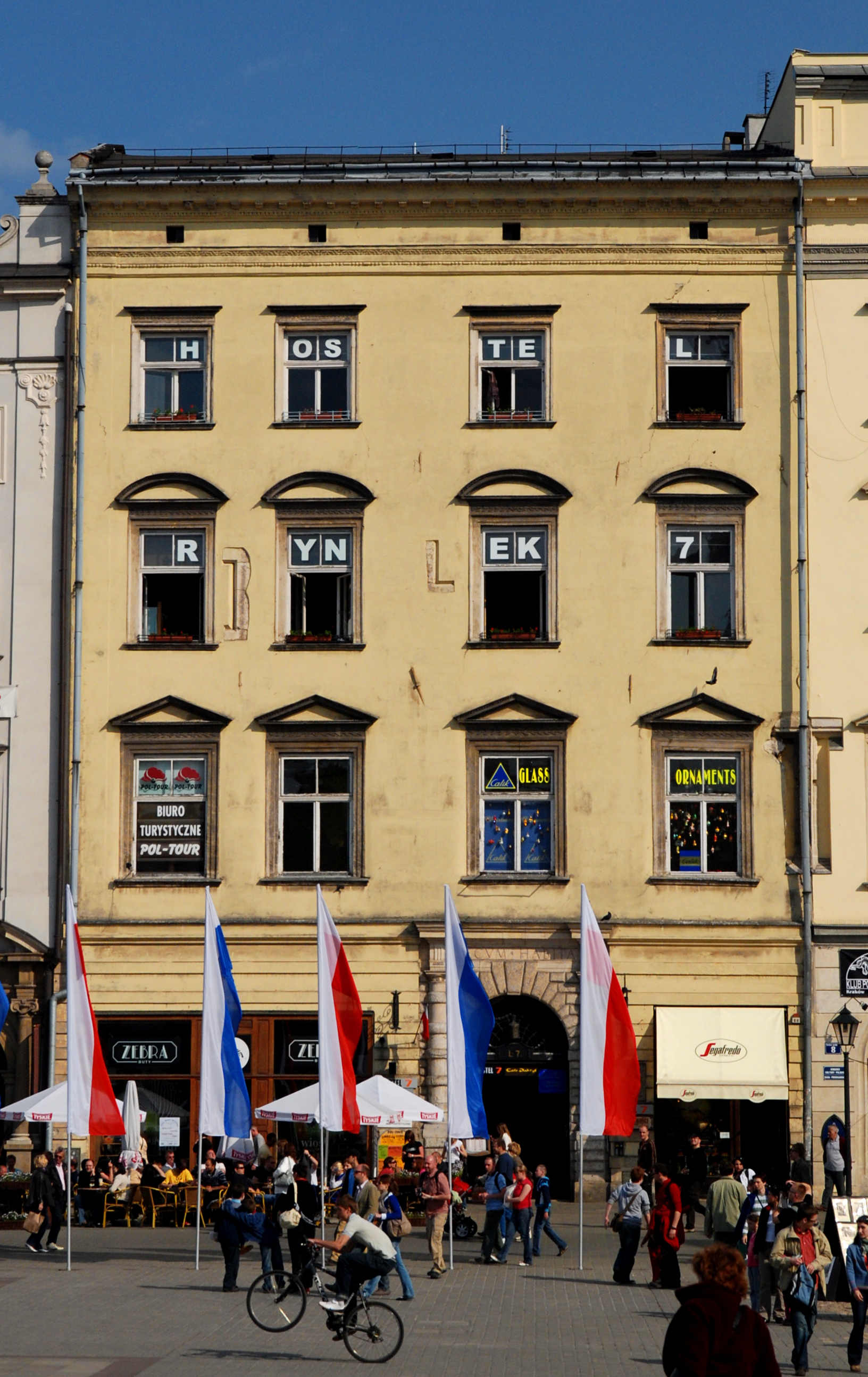
Casa Montelupi (agora um albergue) na praça principal de Cracóvia

Montelupi deixou a Itália em 1536, estabelecendo-se no Reino da Polônia em 1557. Ele trabalhou para os comerciantes e banqueiros Carlo e Bernardo Soderini até se estabelecer de forma independente em parceria com seu irmão mais novo, Carlo.
Em 1567, casou-se com a adolescente Urszula, filha do médico Wojciech Baza (falecido em 1569), médico do tribunal. No ano seguinte ao casamento, o casal mudou-se para uma residência kamienica no centro de Cracóvia, reconstruída no estilo renascentista. Este edifício, conhecido como Casa Italiana ou Casa Montelupi, também serviu como correio central. Urszula morreria sem problemas em 12 de julho de 1586, aos 35 anos, após 19 anos de casamento. A certa altura, Francesco Pucci consultara John Dee em nome de Montelupi, para determinar se a falta de filhos poderia ser devido à bruxaria.

## Carreira
Como comerciante, Montelupi negociou com Itália, Alemanha, Inglaterra, Áustria e Rússia. Como banqueiro, seus clientes incluíram os núncios papais na corte polonesa. Em 1574, a cidade reembolsou Montelupi um pouco acima de 1.827 fl. Por suas contribuições à cerimônia de receber e homenagear o novo rei, Henrique III; essas contribuições incluíam um quintal e meio de tecido chinês vermelho para o prato que guardava as chaves da cidade, e vários vasos de vermeil e um grande vaso de prata que foram apresentados ao rei. Em 1581, Montelupi adiantou fl. 3.000 ao rei Stephen Báthory para ajudar a financiar a campanha contra Moscovo daquele ano. No final de sua vida, ele se tornou banqueiro do rei Sigismundo III e cônsul da comunidade italiana na capital. Na década de 1580, ele financiou a publicação de obras da escritora franciscana Annibale Rosselli. Ele morreu em Cracóvia em 18 de agosto de 1600, aos 84 anos, deixando uma propriedade avaliada em fl.150.000. Ele foi sucedido pelo sobrinho e adotou o herdeiro Valerio Tamburini Montelupi (Walerian Montelupi, 1548-1613), que se tornou o cidadão mais rico de Cracóvia.

### Mestre do Correio Real
A partir de 1568, Montelupi foi o chefe geral do Correio Real da Polônia (sucedendo a Pietro Maffon), administrando um serviço público para Vilnius (em três semanas) e outro para Viena e Veneza (em dez dias). Esses serviços foram suspensos em 1572 e, quando retomados em 1574, foram reservados para o transporte de mensagens reais. Em 1583, ele foi confirmado como mestre dos correios real pelo novo rei, Stephen Báthory, com a condição de manter entregas públicas entre as principais cidades da Comunidade Polonês-Lituana e um serviço internacional de e para Veneza pelo menos duas vezes por mês. Sua posição permitiu a Montelupi fornecer serviços de informações de alto nível para correspondentes, incluindo os Médici em Florença e o Fugger em Augsburgo.
Na morte de Sebastiano, o pós-mestre também passou para o sobrinho Valerio e, a tempo dos descendentes de Valerio, o último mestre dos correios da dinastia sendo Carlo Montelupi de Mari (Karol Montelupi, falecido em 1662). Outro italiano, Angelo Maria Bandinelli, tornou-se chefe dos correios da realeza.

## Comemoração
Um magnífico monumento a Sebastiano Montelupi e sua esposa Urszula foi erguido na Basílica de Santa Maria, em Cracóvia. O trabalho foi atribuído à oficina do arquiteto e escultor ítalo-polonês Santi Gucci.
Uma rua em Cracóvia tem o nome de sua família, assim como sua kamienica, e um palácio construído por seus descendentes.

Em 2008, foi emitido um conjunto comemorativo de 450 anos do serviço postal polonês, com retratos de Prosper Provano e Sebastiano Montelupi. O retrato de Montelupi foi baseado na efígie incorporada ao monumento de Montelupi.